# Candida auris
Candida auris (nach neuerer Taxonomie Candidozyma auris) ist eine Pilzart, welche hefeartig wächst und die erstmals als Erreger einer Otomykose (Pilzinfektion des Ohres) in Japan 2009 beschrieben wurde.
Der Name kommt vom lateinischen Wort auris „Ohr“.

## Identifikation und Morphologie
C. auris bildet auf Wachstumsmedien glatte, glänzende, weißgraue, visköse Kolonien mit rötlichem bis pinkfarbenem Kern. Die einzelnen Zellen haben eine ellipsoide Form.

## Klinische Bedeutung
Candida auris ist eine der wenigen Candida-Arten, die beim Menschen Candidiasis verursachen können. Diese wird in Krankenhäusern am häufigsten von Patienten mit geschwächtem Immunsystem erworben und kann besonders bei diesen Patienten tödlich verlaufen. Der Pilz kann eine gefährliche invasive Candidiasis verursachen, bei der die Blutbahn (Fungämie), das zentrale Nervensystem, Nieren, Leber, Knochen, Muskeln, Gelenke, Milz oder Augen befallen werden können. Dabei liegen oftmals andere Erkrankungen wie Bluthochdruck, Diabetes, Lungenerkrankungen, COVID und Nierenerkrankungen zugrunde.
In den 2020er-Jahren hat C. auris aufgrund seiner Resistenz gegen mehrere Antimykotika (gegen Pilze wirksame Medikamente) wie z. B. Fluconazol, Voriconazol und Amphotericin B größere Aufmerksamkeit auf sich gezogen. Die Behandlung war außerdem kompliziert, da C. auris in der Diagnostik mit anderen Candida-Arten und anderen Organismen wie Saccharomyces cerevisiae und Rhodotorula glutinis verwechselt werden konnte. Mit zunehmender Verbreitung der Massenspektrometrie in mikrobiologischen Laboren, kann C. auris jedoch mit großer Sicherheit korrekt identifiziert werden, wenn dieses Verfahren an Stelle klassischer Verfahren angewandt wird.
Die Zahl der Infektionen mit Candida auris steigt in den USA an: Die Fallzahlen verdoppelten sich im Vergleich der Jahre 2020 und 2021. In Deutschland sind 2020–2021 die Fallzahlen niedrig, steigen aber an und auch Krankenhausinfektionen wurden erstmals beobachtet. Seit 2023 ist der Nachweis von Candida auris in Deutschland meldepflichtig. Das Infektionsschutzgesetz (IfSG) wurde dahingehend aktualisiert. Die Meldepflicht besteht laut IfSG jedoch nur für den direkten Nachweis aus Blut oder anderen normalerweise sterilen Substraten. Im Jahr 2023 sind bundesweit 77 Candida-Auris-Infektionen nachgewiesen worden – sechsmal mehr als in den Vorjahren.
Die WHO hat Candida auris auf ihrer im Oktober 2022 erstmals veröffentlichten Liste der gesundheitsgefährdenden Pilzspezies (FPPL – Fungal Priority Pathogens List) in die höchste Kategorie ‚kritisch‘ eingeordnet. Es sind daher entsprechende Hygienemaßnahmen zur Infektionsprävention einzuhalten (Kontaktisolation, Handhygiene, Flächendesinfektion).
Für einen gesunden Menschen stellt C. auris jedoch keine Bedrohung dar.

## Genom
Mehrere Entwürfe von Genomen der Sequenzierung des gesamten Genoms wurden veröffentlicht. C. auris hat eine Genomgröße von 12,3–12,5 Mb mit einem GC-Gehalt von 44,5–44,8 %. Es wurde gefunden, dass das Genom von C. auris mehrere Gene für die ABC-Transporterfamilie kodiert, eine große Superfamilie, die die Mehrfachresistenz von Medikamenten erklärt. Sein Genom kodiert auch für virulenzbedingte Genfamilien wie Lipasen, Oligopeptidtransporter, Mannosyltransferasen und Transkriptionsfaktoren, die die Kolonisation, Invasion und die Eisenaufnahme erleichtern. Ein weiterer Faktor, der zur Resistenz der Pilze beiträgt, ist das Vorhandensein einer Reihe von Genen, von denen bekannt ist, dass sie an der Biofilmbildung beteiligt sind.

## Impfstoffentwicklung
Derzeit existiert kein für den Menschen zugelassener Impfstoff gegen C. auris. Im Rahmen der Forschung war es jedoch schon möglich, Mäuse gegen C. auris zu impfen. Der dabei verwendete Impfstoff verbesserte auch die Schutzwirkung des Antimykotikums Micafungin gegen C. auris-Infektionen im Blutkreislauf von Mäusen.

## Epidemiologie

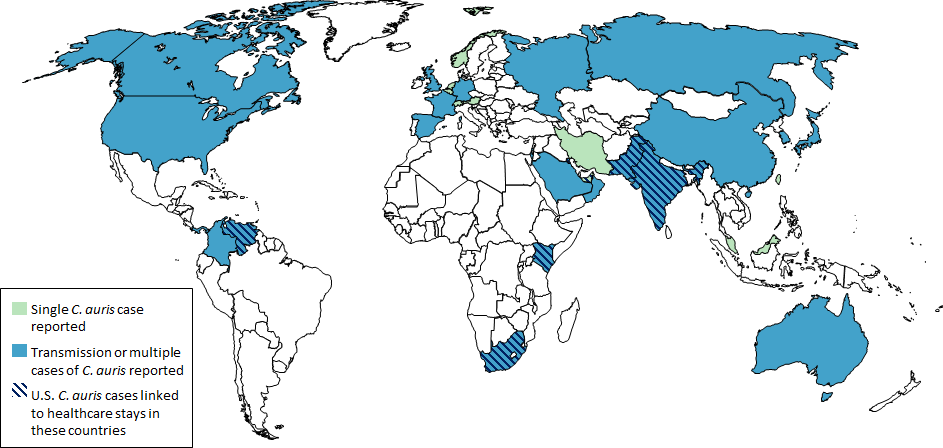
Auftreten von Candida auris nach Ländern

Die Phylogenetik von C. auris legt nahe, dass unterschiedliche Genotypen in verschiedenen geographischen Regionen mit beträchtlicher genomischer Diversität existieren. Eine Vielzahl von sequenzbasierten analytischen Methoden wurde verwendet, um diese Feststellung zu unterstützen.
2020 wurde die Art erstmals in Salzwiesen der Andamanen nachgewiesen, was als Hinweis darauf gewertet wird, dass sie nicht nur als Kommensale des Menschen vorkommt.